# Беларучский сельсовет
Бела́ручский сельсовет — административная единица на территории Логойского района Минской области Республики Беларусь. Административный центр — деревня Алекшицы.

## История
Образован 18 января 1931 года.

## Географическое положение
Беларучский сельский Совет расположен на юго-западе Логойского района Минской области. Расстояние до районного центра — Логойска — 28 км, до Минска — 29 км.

## Состав
Беларучский сельсовет включает 18 населённых пунктов:
- Алекшицы — деревня.
- Беларучи — деревня.
- Великие Гаяны — деревня.
- Вяча — деревня.
- Дубница — деревня.
- Закриничье — деревня.
- Корбачевка — деревня.
- Малые Гаяны — деревня.
- Марковщина — деревня.
- Мерковичи — деревня.
- Метличино — деревня.
- Мочаны — деревня.
- Ольховец — деревня.
- Приселки — деревня.
- Прудище — деревня.
- Сёмково — деревня.
- Сухая Гора — деревня.
- Тукаловка — деревня.

## Экономика
На территории сельского Совета располагается ряд предприятий различных сфер и услуг:
- Отделение «Семково» СК «Трайпл Агро»
- Строительная организация ДРСУ-165
- Семковское Лесничество ГЛХУ «Логойский лесхоз»
- Магазины, агроусадьбы, фермерские хозяйства и др.

## Общество

### Образование
Единственное учреждение образования это ГУО «Семковский детский сад средняя общеобразовательная школа». Ранее в д. Беларучи функционировала ГУО «Беларучская базовая общеобразовательная школа» в которой с 1897 до 1898 года учился Янка Купала. Однако из-за демографической ситуации в 2012 году была закрыта.

### Здравоохранение
Система здравоохранения беларучского сельского Совета включает 2 фельдшерско-акушерских пункта расположенных в д. Беларучи и д. Сёмково.

## Культура
На территории сельского Совета функционируют:
- Беларучский сельский Дом культуры
- Беларучская сельская библиотека
- Семковская сельская библиотека

## Архитектура и достопримечательности
В деревне Беларучи расположен Храм Успения Пресвятой Богородицы.